# 八郎爷庙
八郎爷庙俗称疙瘩爷庙，是一座位于中国天津市西青区张窝村的寺庙建筑，始建于明朝天启年间（1621年至1627年），该建筑目前为一般保护等级历史风貌建筑。